# 野中美郷
野中 美郷（のなか みさと、1991年〈平成3年〉4月20日 - ）は、日本のアイドル、実業家。女性アイドルグループ・almaのメンバー。AKB48、SAISONの元メンバー。福岡県北九州市出身（小学校3年生まで）、神奈川県横浜市育ち。

## 略歴
2008年、『AKB48 第三回研究生（6期生）オーディション』に合格。
2009年8月23日に開催された『読売新聞創刊135周年記念コンサート AKB104選抜メンバー組閣祭り』の夜公演において、同年10月よりチームKメンバーに昇格することが発表され、2010年3月12日に昇格した。
2012年3月14日、秋元康がGoogle+において、同年に開催予定のAKB48・47都道府県ツアーのタイトルを『野中美郷、動く。〜47都道府県で会いましょう〜』と発表。
8月24日に開催された『AKB48 in TOKYO DOME 〜1830mの夢〜』初日公演において、チームBに異動することが発表され、同年11月1日に異動した。
2014年2月28日にAKB48 CAFE&SHOP AKIHABARAにて行われた『AKB48のあんた、誰?』（NOTTV）の公開生放送で、AKB48からの卒業を発表。同年4月22日、AKB48劇場で卒業公演を実施し、AKB48を卒業。5月31日をもってプロダクション尾木との契約を終了、芸能界を引退。
2014年9月23日にパシフィコ横浜で開催された「『前しか向かねえ』劇場盤発売記念 大握手会」をもってAKB48としての活動を終了した。同年10月1日よりAKB48の内田眞由美が経営する焼肉店でアルバイトをする一方で、2015年1月よりヘアアクセサリーブランドAnge Bloomでプレスのアシスタントをしていた。
焼肉店とアパレルの仕事を辞めた後は、出生地であり土地勘もあった福岡県に移住。その際に知人から紹介された美容会社の経営者のもとで、勉強をしていたという。移住した時期に、新たに店舗と会社を任せられる事となり、2018年に株式会社ハッピー・モンスターを設立。同社の代表取締役に就任。2019年3月に、北九州市小倉に美容エステサロンをオープン。
2022年6月20日、元AKB48の鈴木まりや、岡田彩花を含む7人で構成されているアイドルユニット「SAISON」に同じく元AKB48の石田晴香と共に加入することを発表。SAISONは2021年11月にデビュー、1年間限定で活動する予定のユニットである。石田と野中の加入によって9人体制となる。
2023年1月28日にTOKYO DOME CITY HALLで開催されたコンサートをもって、SAISONとしての活動を終了。7月、アイドルグループ「alma」に加入。

## 人物
- 愛称は、みちゃ、みぃ。佐藤亜美菜、中田ちさとや大島麻衣、前田敦子などからは「もなか」、北原里英や横山由依などからは「もなしゃん」、小嶋陽菜からは「野中さん」、仲谷明香からは「野中氏」、石田晴香からは「のなみー」、大場美奈からは「のなん」と呼ばれている。[要出典]
- 普段は標準語だが、家族とは北九州弁になる。梅田彩佳と話している時も、ポロッと北九州弁が出てしまう時がある(本人曰く、悔しい)。[要出典]
- 梅田えりか（元℃-ute）とは中学校時代の同級生で、仲が良い。
- マイペースだが、負けず嫌いである[16]。
- AKB48に入る前は、学校の部活動でバレーボール部に所属していた[17]。
- 福岡ソフトバンクホークスのファンで、度々観戦に足を運んでいる。好きな選手は、松中信彦と中村晃[18]。また、ホークス公式ダンスチーム「ハニーズ」に入りたいと語っており、『いざゆけ若鷹軍団』の振り付けを練習したほどである[18]。

### AKB48
- オーディションを受ける前から劇場公演を観に行っていたAKB48のファンで、板野友美推しだった。5期生オーディションを受けようかと考えるも躊躇った末に断念、友人の勧めで6期生オーディションを受け合格[19]。
- 梅田彩佳とは同郷で、仲が良い。松井咲子は、「相方」と呼ぶほどの仲。中田の家に泊まりに行くほど仲が良い。
- メンバーからは、「癒やし系」（松井咲）、「恥ずかしがり屋な、おちゃめ」（高城）、「後輩にもすごい慕われているし、メンバーはみちゃのことすごい大好きだと思う」（梅田彩）と評価されている[16]。
- チームKへの昇格直後の2010年4月17日～翌月18日までの劇場公演に、48回連続出演の最多記録を持つ[20][注 1]。ちなみに野中本人は、後にこの記録達成をファンレターで知った[16]。
- 2012年11月からの新チーム体制において、同期の高城がJKT48へ移籍したことで（2013年4月よりAKB48チームBと兼任）、AKB48内において6期生唯一のメンバーとなっていた時期があった。

## AKB48在籍時の参加曲

### シングルCD選抜曲
- 「RIVER」に収録
  - ひこうき雲 - 「シアターガールズ」名義
- 「ポニーテールとシュシュ」に収録
  - 僕のYELL - 「シアターガールズ」名義
- 「Beginner」に収録
  - 泣ける場所 - 「DIVA」名義
- 「チャンスの順番」に収録
  - ALIVE - 「チームK」名義
- 「桜の木になろう」に収録
  - エリアK - 「DIVA」名義
- 「風は吹いている」に収録
  - Vamos - 「アンダーガールズ ばら組」名義
- 「上からマリコ」に収録
  - ゼロサム太陽 - 「チームK」名義
- 「GIVE ME FIVE!」に収録
  - ユングやフロイトの場合 - 「スペシャルガールズC」名義
- 「真夏のSounds good !」に収録
  - 3つの涙 - 「スペシャルガールズ」名義
- 「ギンガムチェック」に収録
  - あの日の風鈴 - 「ウェイティングガールズ」名義
- 「UZA」に収録
  - 正義の味方じゃないヒーロー - 「チームB」名義
- 「永遠プレッシャー」に収録
  - 私たちのReason
- 「So long !」に収録
  - そこで犬のうんち踏んじゃうかね? - 「梅田TeamB」名義
- 「さよならクロール」に収録
  - ロマンス拳銃 - 「Team B」名義
- 「ハート・エレキ」に収録
  - Tiny T-shirt - 「Team B」名義
- 「前しか向かねえ」に収録
  - 恋とか…

### アルバムCD選抜楽曲
- 『神曲たち』に収録
  - 君と虹と太陽と
- 『SET LIST〜グレイテストソングス〜完全盤』に収録
  - あなたがいてくれたから
- 『ここにいたこと』に収録
  - 僕にできること - 「チームK」名義
  - ここにいたこと - 「AKB48+SKE48+SDN48+NMB48」名義
- 『1830m』に収録
  - 家出の夜 - 「チームK」名義
  - 青空よ 寂しくないか？ - 「AKB48+SKE48+NMB48+HKT48」名義
- 『次の足跡』に収録
  - 悲しき近距離恋愛 - 「Team B」名義

### その他の参加楽曲
- アルバム「ノースリーブス」（「ノースリーブス」名義）に収録
  - 尺が欲しい - 「恋愛運上昇団」名義

### 劇場公演ユニット曲
チームA 5th Stage「恋愛禁止条例」（劇場初出演）
- 恋愛禁止条例
※高橋みなみ・峯岸みなみのアンダー
- 真夏のクリスマスローズ
※正メンバー不在ポジション

チームK 4th Stage「最終ベルが鳴る」
- ごめんねジュエル（バックダンサー）
※倉持明日香の全員曲アンダー

チームB 4th Stage「アイドルの夜明け」
- 片思いの対角線（バックダンサー）
- 口移しのチョコレート
※柏木由紀のアンダー

研究生「アイドルの夜明け」公演
- 口移しのチョコレート

チームK 5th Stage「逆上がり」
※野呂佳代の全員曲アンダー
THEATRE G-ROSSO「夢を死なせるわけにいかない」公演
- 記憶のジレンマ
※野呂佳代・田名部生来のスタンバイ

チームK 6th Stage「RESET」
- 奇跡は間に合わない
- 明日のためにキスを
※秋元才加・松井咲子のユニットアンダー

研究生「恋愛禁止条例」公演
- 恋愛禁止条例

梅田チームB ウェイティング公演
- 君のc/w （チームサプライズ 「重力シンパシー」公演、高城亜樹のポジション）
※市川美織のアンダー
- 抱きしめられたら（チームK 5th Stage「逆上がり」、佐藤夏希のポジション）
※加藤玲奈のアンダー
- ごめんね ジュエル（チームK 4th Stage「最終ベルが鳴る」、増田有華のポジション）
※石田晴香のアンダー
- 涙に沈む太陽（チームサプライズ 「重力シンパシー」公演）

## 出演

### テレビドラマ
- マジすか学園 最終話（2010年3月26日、テレビ東京） - 馬路須加女学園生徒 役
- マジすか学園2 最終話（2011年7月1日、テレビ東京） - ミサト 役

### バラエティなど
- AKBINGO!（2008年10月8日 - 不定期出演、日本テレビ）
- 週刊AKB（2010年3月19日 - 2012年11月30日、テレビ東京） - 不定期出演
  - 2012年4月20日は本人のドキュメント企画「私が野中美郷です」が放送された。
- AKB1/48（2010年3月19日、エンタ!371）
- なるほど!ハイスクール（2010年10月9日・2011年4月21日 - 2012年3月8日、日本テレビ）
- 金曜スーパープライム「2011新春突撃!隣のスタアの晩ごはん」（2011年1月14日、日本テレビ）
- AKB48ネ申テレビスペシャル〜新しい自分にアニョハセヨ韓国海兵隊〜（2011年7月17日、ファミリー劇場）
- AKB48コント「びみょ〜」（2011年10月6日・27日・11月24日・12月1日・2012年1月19日・26日、ひかりTV）
- AKB48のあんた、誰?（2012年4月2日 - 2014年4月21日 不定期出演、NOTTV）
- AKB自動車部（2012年7月28日 - 8月18日、フジテレビ）
- びみょ〜な扉 AKB48のガチチャレ（2012年8月10日、ひかりTV）
- サタデーナイトチャイルドマシーン（2013年4月13日 - 6月29日、日本テレビ）
- AKB観光大使（2013年7月18日、フジテレビONE）
- 稲川淳二の怖い話 本家本元7夜連続SP（2013年8月12日 - 18日、NOTTV） - 菊地あやかとともに、案内役担当
- 冬も稲川!恐怖の現場 6夜連続SP（2014年2月1日 - 6日、NOTTV） - 菊地あやかとともに、案内役担当[21]

### ラジオ
- ON8「柱NIGHT! with AKB48」（2009年11月30日 - 不定期出演、bayfm）
- AKB48のオールナイトニッポン（2011年2月11日 - 不定期出演、ニッポン放送）

### 映画
- ひとりかくれんぼ 劇場版 -真・都市伝説-（2012年9月1日、ジョリー・ロジャー） - 主演・倉田さくら 役[22]

### 舞台
- AKB歌劇団「∞・Infinity」（2009年10月30日 - 11月8日、THEATRE G-ROSSO） - 下級生 役
- "STRAYDOG" 番外公演「へなちょこヴィーナス」（2010年9月1日 - 3日、ウッディシアター中目黒）
- ガールズプリズンオペラ（2011年3月30日 - 4月3日、中野 テアトルBONBON）
- "STRAYDOG" Produce公演「心は孤独なアトム」（2014年2月5日 - 9日、シアターグリーン BIG TREE THEATER）

### イベント
- 日本プロ野球セ・パ交流戦 横浜DeNAベイスターズ対オリックス・バファローズ第2回戦 始球式[23]（2012年5月28日、横浜スタジアム）

### DVD
- なつみちゃ（2010年12月22日、イーネット・フロンティア） - 野中美郷&松原夏海名義

## 書籍

### 雑誌・新聞連載
- 週刊プレイボーイ（2012年4月23日 - 2013年4月22日、集英社） - 「AKB48野中美郷のみっちゃみちゃ相談室 黄金の羽を拾わない幸福論」を連載。

### カレンダー
- 野中美郷 2012年カレンダー（2011年11月19日、ハゴロモ）
- 卓上 野中美郷 2013年カレンダー（2012年12月7日、ハゴロモ）
- 卓上 野中美郷 カレンダー2014年（2013年12月6日、ハゴロモ）